# Božena Žen Boh
Božena Žen Boh, slovenska zdravnica, * ?
Je prva predstojnica in utemeljiteljica izolske tranfsfuziologije, ki je bila ustanovljena 18. februarja leta 1961.

## Nagrade in priznanja
Leta 2000 je prejela častni znak svobode Republike Slovenije z naslednjo utemeljitvijo: »za dolgoletno nesebično in požrtvovalno zdravniško delo«.